# Moissac-Vallée-Française
Pour les articles homonymes, voir Moissac (homonymie).
Moissac-Vallée-Française est une commune française, située dans le sud-est du département de la Lozère en région Occitanie.
Exposée à un climat méditerranéen, elle est drainée par le Gardon de Sainte-Croix et par divers autres petits cours d'eau. Incluse dans les Cévennes, la commune possède un patrimoine naturel remarquable : deux sites Natura 2000 (la « vallée du Gardon de Mialet » et la « vallée du Gardon de Saint-Jean ») et quatre zones naturelles d'intérêt écologique, faunistique et floristique.
Moissac-Vallée-Française est une commune rurale qui compte 217 habitants en 2022, après avoir connu un pic de population de 800 habitants en 1851.  Ses habitants sont appelés les Moissacois ou  Moissacoises.
Son territoire, qui fait partie de la zone périphérique du parc national des Cévennes, se trouve au cœur des Cévennes historiques car on y retrouve tous les éléments cévenols les plus caractéristiques : zone de culture protestante où s'est déroulée la révolte des Camisards, sur une terre schisteuse traversée par l'un des Gardons, où se cultivaient châtaigniers et s'éduquaient les vers à soie, où l'on produit toujours des pélardons et dont les maisons possèdent des toits de lauzes et des murs de schistes.
Les communes les plus proches sont Alès (Gard) à l'est et Florac (Lozère) au nord.

## Géographie

### Localisation

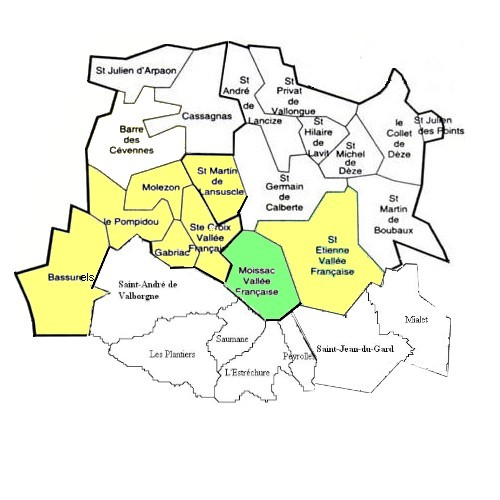
Situation de Moissac-Vallée-Française dans la communauté de communes.

Moissac-Vallée-Française est située à la limite sud du département de la Lozère avec celui du Gard, dans l'ancienne province du Gévaudan.
La commune est composée de deux villages : Moissac-Vallée-Française (le chef-lieu) et Saint-Roman-de-Tousque. Bien que le chef-lieu communal soit Moissac-Vallée-Française, le plus important des deux est Saint-Roman-de-Tousque.
Les villes les plus proches sont Alès (Gard) à 45 km l'est et Florac (Lozère) à 32 km au nord.
D'une superficie de 2 705 hectares, le territoire communal se trouve au cœur de la chaîne montagneuse des Cévennes qui forme la limite sud du Massif central. La Vallée Française est une zone de moyenne montagne traversée par la vallée d'une des branches du Gardon.
L'orientation générale de la vallée est nord-ouest - sud-est. L'altitude moyenne de la commune est de 300 m. Son point culminant est à 768 m sur la corniche des Cévennes, cette dorsale qui relie Saint-Jean-du-Gard à Florac. Une autre crête la sépare de Saint-Étienne-Vallée-Française.

### Communes limitrophes
Les communes limitrophes sont  L'Estréchure, Peyrolles-en-Cévennes, Saint-André-de-Valborgne, Saint-Germain-de-Calberte, Saint-Jean-du-Gard, Saint-Étienne-Vallée-Française, Sainte-Croix-Vallée-Française et Saumane.
| Sainte-Croix-Vallée-Française   | Saint-Germain-de-Calberte |                                             |
| Saint-André-de-Valborgne (Gard) | Moissac-Vallée-Française  | Saint-Étienne-Vallée-Française              |
| Saumane (Gard)                  | l'Estréchure (Gard)       | Saint-Jean-du-Gard (Gard), Peyrolles (Gard) |

### Accès
Le principal axe de communication de la commune est la RD 983 qui mène de Saint-Jean-du-Gard à Sainte-Croix-Vallée-Française. La RD 140 permet de rejoindre le hameau de Saint-Roman-de-Tousque. Celui-ci est traversé par la RD 109 appelée route touristique de la corniche des Cévennes qui relie Saint-Jean-du-Gard à Florac. Si la RD 983 suit le cours du Gardon, la corniche des Cévennes passe sur les crêtes et est calibrée pour un plus grand trafic.
Une ligne de bus assure seulement en été une liaison hebdomadaire depuis et vers Florac puis Mende. La gare la plus proche est celle d'Alès, l'aéroport le plus proche celui de Nîmes-Garons.

### Climat
Pour des articles plus généraux, voir Climat de l'Occitanie et Climat de la Lozère.
En 2010, le climat de la commune est de type climat méditerranéen franc, selon une étude s'appuyant sur une série de données couvrant la période 1971-2000. En 2020, Météo-France publie une typologie des climats de la France métropolitaine dans laquelle la commune est exposée à un climat de montagne ou de marges de montagne et est dans la région climatique Provence, Languedoc-Roussillon, caractérisée par une pluviométrie faible en été, un très bon ensoleillement (2 600 h/an), un été chaud (21,5 °C), un air très sec en été, sec en toutes saisons, des vents forts (fréquence de 40 à 50 % de vents > 5 m/s) et peu de brouillards.
Pour la période 1971-2000, la température annuelle moyenne est de 12,9 °C, avec une amplitude thermique annuelle de 16,9 °C. Le cumul annuel moyen de précipitations est de 1 425 mm, avec 8,5 jours de précipitations en janvier et 4,2 jours en juillet. Pour la période 1991-2020, la température moyenne annuelle observée sur la station météorologique la plus proche, située sur la commune de Bassurels à 13 km à vol d'oiseau, est de 9,1 °C et le cumul annuel moyen de précipitations est de 1 510,8 mm,. Pour l'avenir, les paramètres climatiques de la commune estimés pour 2050 selon différents scénarios d'émission de gaz à effet de serre sont consultables sur un site dédié publié par Météo-France en novembre 2022.

### Végétation
Autrefois essentiellement couverte de châtaigneraies, la commune est toujours fortement boisée. Avec l'abandon progressif de la culture des châtaigniers, les pins ont petit à petit gagné l'ensemble de son territoire. De plus, l'ONF a longtemps poussé à la plantation de résineux, seule sylviculture locale économiquement viable.
Les données du réseau Natura 2000 indiquent que la végétation de la vallée est essentiellement composée de pins et de résineux (40 % des surfaces), de châtaigniers et autres arbres à feuilles caduques (37 %), de chênes verts (10 %), mais aussi de broussailles (1 %) et de rares prairies (1 %). Il y pousse quelques pins de Salzmann associés à des cistes rares (ciste à feuilles de peuplier et ciste de Pouzolz). Les rochers et les éboulis rocheux occupent 1 % de sa surface.
La déprise agricole favorisant l'embroussaillement et la généralisation de la présence de résineux facilement inflammables ont augmenté les risques d'incendie.

### Hydrographie
La commune est traversée d'est en ouest par le Gardon de Sainte-Croix qui y possède de nombreux ruisseaux affluents. Il rejoint le Gardon de Saint-Étienne, au lieu-dit le Martinet à Saint-Étienne, pour former le Gardon de Mialet.
Le débit habituel du Gardon n'est pas suffisant pour des activités nautiques. Cependant, il existe de nombreux gourgs (trous d'eau) où l'on peut se baigner. La faible présence humaine et l'importance de la couche de galets et de graviers qui filtrent l'eau donnent une belle couleur turquoise à l'eau du Gardon dès qu'il y a un peu plus de profondeur. En 2008, la qualité de l'eau du Gardon sur la commune était qualifiée de bonne. Ces eaux abritent, entre autres, des populations de loutres et de castors, voire des écrevisses.

### Géologie
Le sous-sol y est surtout composé de schiste, de micaschiste mêlé d'un peu de quartz. Ces roches métamorphiques de l'ère primaire proviennent du socle ancien qu'est le Massif central. Ces sols non-calcaires sont légèrement acides.
Ces éléments se retrouvent dans tous les bâtiments anciens même si la tuile romane et la lauze se partagent la couverture des toits.

## Urbanisme

### Typologie
Moissac-Vallée-Française est une commune rurale, car elle fait partie des communes peu ou très peu denses, au sens de la grille communale de densité de l'Insee,,,. 
La commune est en outre hors attraction des villes,.

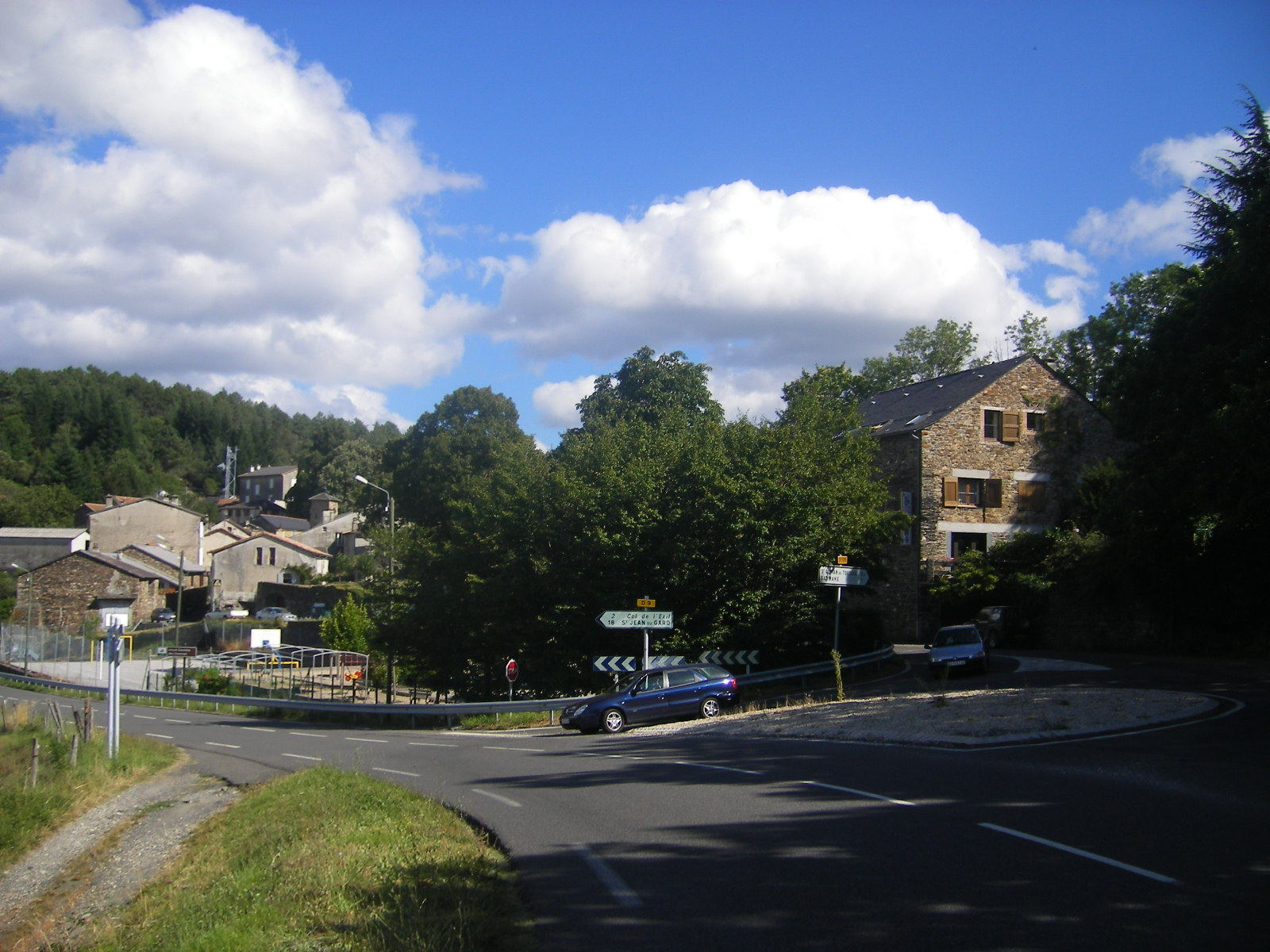
Saint-Roman de Tousque.

L'habitat est dispersé et se partage entre un certain nombre de hameaux dont beaucoup s'étirent le long de la RD 983 :
- Appias
- la Roquette
- Moissac-le Bruc
- la Boissonnade
- le Fès Roland
- le Fès Begon
- la Pélucarié
- le Clautrier
- Saint-Roman-de-Tousque.

### Risques majeurs
Le territoire de la commune de Moissac-Vallée-Française est vulnérable à différents aléas naturels : météorologiques (tempête, orage, neige, grand froid, canicule ou sécheresse), inondations, feux de forêts, mouvements de terrains et séisme (sismicité faible). Il est également exposé à un risque particulier : le risque de radon. Un site publié par le BRGM permet d'évaluer simplement et rapidement les risques d'un bien localisé soit par son adresse soit par le numéro de sa parcelle.

#### Risques naturels
Certaines parties du territoire communal sont susceptibles d’être affectées par le risque d’inondation par débordement de cours d'eau, notamment le Gardon de Sainte-Croix. La commune a été reconnue en état de catastrophe naturelle au titre des dommages causés par les inondations et coulées de boue survenues en 1982, 1992, 1994, 2002, 2011 et 2020,.
Moissac-Vallée-Française est exposée au risque de feu de forêt. Un plan départemental de protection des forêts contre les incendies (PDPFCI) a été approuvé en décembre 2014 pour la période 2014-2023. Les mesures individuelles de prévention contre les incendies sont précisées par divers arrêtés préfectoraux et s’appliquent dans les zones exposées aux incendies de forêt et à moins de 200 mètres de celles-ci. L’arrêté du 23 mars 2018, complété par un arrêté de 2020, réglemente l'emploi du feu en interdisant notamment d’apporter du feu, de fumer et de jeter des mégots de cigarette dans les espaces sensibles et sur les voies qui les traversent sous peine de sanctions. L'arrêté du 23 août 2021, abrogeant un arrêté de 2002, rend le débroussaillement obligatoire, incombant au propriétaire ou ayant droit,,.

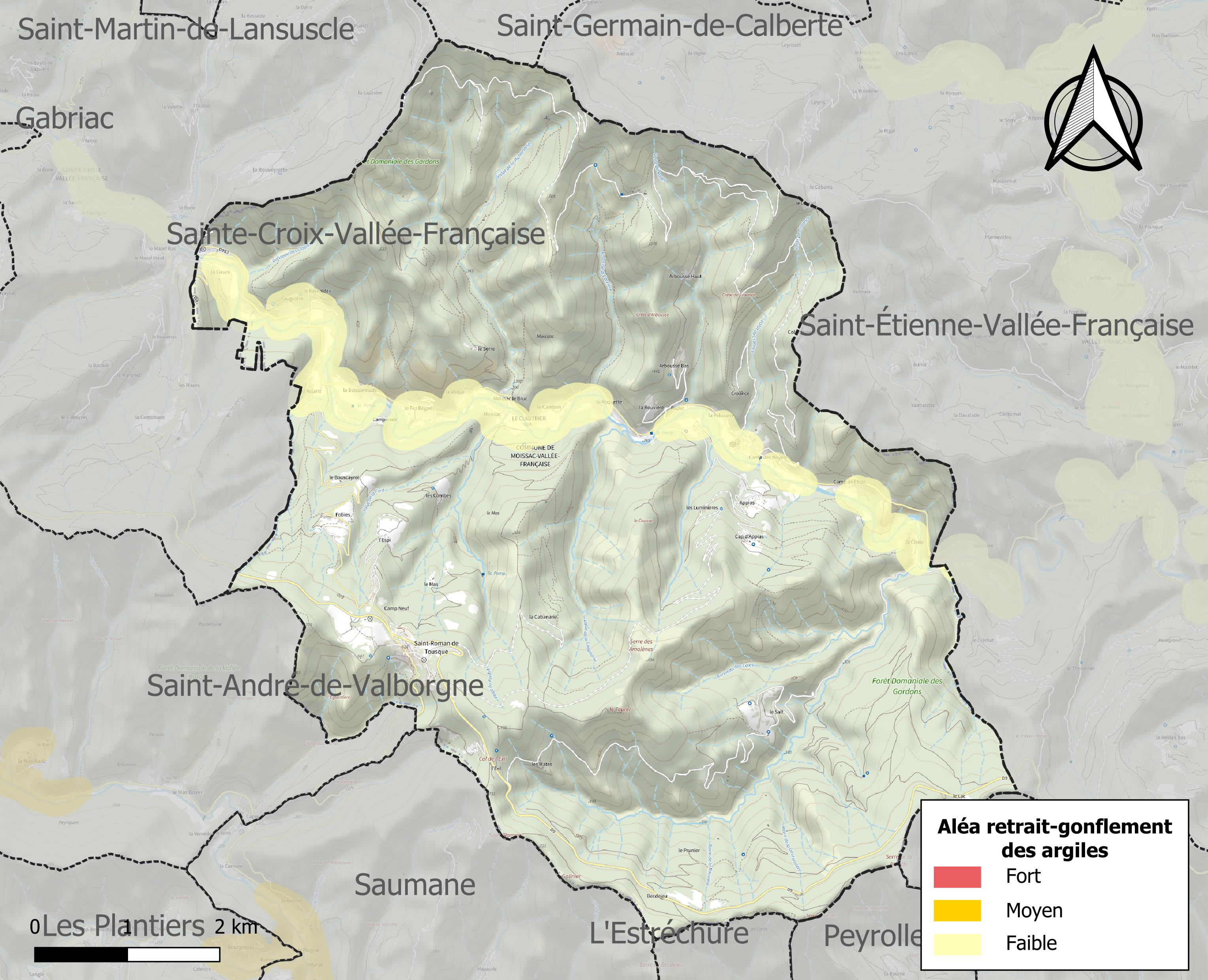
Carte des zones d'aléa retrait-gonflement des sols argileux de Moissac-Vallée-Française.

Les mouvements de terrains susceptibles de se produire sur la commune sont des éboulements, chutes de pierres et de blocs et des glissements de terrain.
Le retrait-gonflement des sols argileux est susceptible d'engendrer des dommages importants aux bâtiments en cas d’alternance de périodes de sécheresse et de pluie. Aucune partie du territoire de la commune n'est en aléa moyen ou fort (15,8 % au niveau départemental et 48,5 % au niveau national). Sur les 181 bâtiments dénombrés sur la commune en 2019,  aucun n'est en aléa moyen ou fort, à comparer aux 14 % au niveau départemental et 54 % au niveau national. Une cartographie de l'exposition du territoire national au retrait gonflement des sols argileux est disponible sur le site du BRGM,.
Par ailleurs, afin de mieux appréhender le risque d’affaissement de terrain, l'inventaire national des cavités souterraines permet de localiser celles situées sur la commune.

#### Risque particulier
Dans plusieurs parties du territoire national, le radon, accumulé dans certains logements ou autres locaux, peut constituer une source significative d’exposition de la population aux rayonnements ionisants. Certaines communes du département sont concernées par le risque radon à un niveau plus ou moins élevé. Selon la classification de 2018, la commune de Moissac-Vallée-Française est classée en zone 2, à savoir zone à potentiel radon faible mais sur lesquelles des facteurs géologiques particuliers peuvent faciliter le transfert du radon vers les bâtiments.

## Histoire

### Préhistoire Antiquité
Les premières traces des hommes découvertes dans la vallée remontent au IIIe millénaire av. J.-C. : des pasteurs nomades, appartenant à la civilisation des mégalithes, passaient sur les crêtes, la vallée étant alors couverte d'une végétation inextricable.
Pendant la période gauloise, la localité se trouvait à la limite des territoires des Gabales au nord et des Volques Arécomiques au sud.
Comme souvent dans la région, la terminaison du nom du village par ac est attribuée à une occupation gallo-romaine. De même le suffixe « orgue » de la ferme de Pébenorgue est dérivé du latin anicum qui a donné ailleurs les suffixes « argue » et « ergue ».

### Moyen-Âge
En 737 ou en 778 aurait eu lieu la bataille de la Boissonnade opposant Francs et Sarrasins. La légende locale en fait l'un des nombreux avatars de la bataille de Roncevaux. La légende lie la bataille à la construction de l'église de Notre-Dame-de-Valfrancesque, bâtiment des VIIIe et IXe siècles, ce qui en fait le plus ancien des Cévennes.

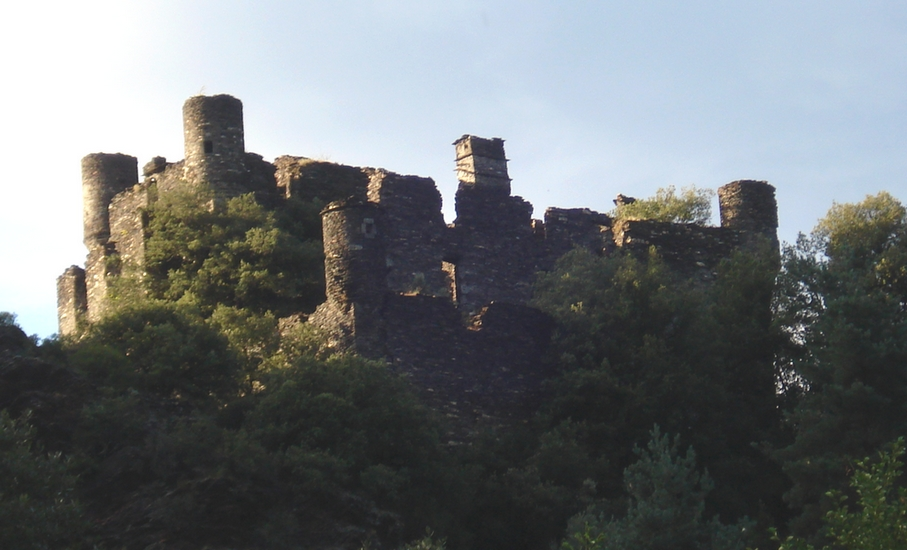
Le château de Moissac-Vallée-Française.

Au Moyen Âge, la localité comportait un prieuré bénédictin à Saint-Roman de Tousque, uni par la suite aux abbayes de Sauve et de Saint-Gilles. C'était une étape pour la transhumance des troupeaux de moutons de ces riches monastères. Au début du XIe siècle, les seigneurs d'Anduze y construisirent au centre de la vallée un véritable château fort veillant sur leur petite baronnie de Moissac, fief de celle de Florac, une des huit grandes baronnies de la province du Gévaudan. En 1229, à la fin de la croisade des Albigeois, leurs biens et donc le fief de Moissac furent confisqués par le roi de France. En 1307, au terme d'un long procès opposant le roi à l'évêque de Mende, l'acte de paréage attribua à ce dernier la baronnie de Moissac. La localité faisait partie du Gévaudan et non pas du Languedoc. Sous l'influence des moines bénédictins, la culture du châtaignier puis celle du mûrier pour les vers à soie se développèrent au point de devenir les éléments principaux de l'économie et de la civilisation cévenoles.

### Époque moderne
À l'instar de toutes les Cévennes, Moissac accueillit  très favorablement la Réforme et la majeure partie de la population  se convertit au protestantisme. Sous le règne de Louis XIV, en 1685, comme toutes les localités protestantes, Moissac fut victime de dragonnades. Les membres de la religion réformée furent alors contraints d'héberger des soldats (des dragons) qui avaient presque tous les droits pour les « convertir ». Sous la pression de ces exactions, ils se convertirent en masse et devinrent des NC (Nouveaux Convertis). Les plus récalcitrants s'enfuirent, rejoignant l'émigration huguenote vers la Suisse, l'Allemagne, les Pays-Bas, l'Afrique du Sud… Avec la révocation de l'édit de Nantes, le 18 octobre 1685, la répression sur les protestants s'accentua. Les NC qui pratiquaient toujours le culte protestant étaient susceptibles d'être torturés, envoyés au galères ou exécutés en tant que relaps. Pendant la révolte des Camisards (1702-1704), le village était situé au cœur de la zone rebelle et subit bien des troubles : passage de troupes, assemblées secrètes au « désert », « levées d'impôt » des camisards, représailles, meurtres, incendies, etc. Le château fut alors brûlé par les camisards (mais fut reconstruit par la suite) et ils échouèrent à incendier l'église de Notre-Dame-de-Valfrancesque. Lors du « bruslêment des Cévennes » tactique de la terre brulée employée par l'armée royale et destinée à empêcher tout soutien matériel à la guerrilla), les maisons des « anciens protestants » furent rasées. Leurs habitants durent se réfugier à Saint-Étienne-Vallée-Française ou à Saint-Jean-du-Gard.

### Époque contemporaine
À la Révolution, des groupes de « patriotes » révolutionnaires obligèrent les nobles à détruire les signes distinctifs de leurs maisons (tourelles, pigeonniers, armoiries, girouettes…) L'un d'entre eux mit le feu au château qui fut définitivement abandonné.
Le milieu du XIXe siècle est appelé « l'âge d'or des Cévennes », la commune y connut son maximum démographique (800 habitants en 1851). Le développement de l'industrie de la soie apporta une certaine prospérité : des filatures y fonctionnaient. Mais les maladies atteignant les vers à soie (la flacherie et la pébrine), puis la vigne (phylloxéra) ainsi que la dureté des conditions de vie contribuèrent à un fort exode rural dès les années 1870.
Comme pour la plupart de communes rurales des Cévennes, la Première Guerre mondiale marqua un tournant définitif dans la vie du village, accentuant l'exode rural et bouleversant l'équilibre économique local. Un habitant de Moissac, Alfred Roux, déserta et se cacha dans la montagne vivant de braconnage et de larcins jusqu'à sa capture des mois après. André Chamson s'en inspirera dans son roman Roux le bandit.
Pendant la Seconde Guerre mondiale, de nombreux persécutés de toute nature se réfugièrent dans les Cévennes. Au lieu-dit la Picharlerie fut créé un maquis-école. Il fut attaqué et dispersé entre les 7 et 13 avril 1944. Des maquisards antifascistes allemands affrontèrent sur la crête séparant Moissac de Saint-Étienne-Vallée-Française, les 7 et 8 avril 1944, une patrouille de la Feldgendarmerie qui fut anéantie (voir Otto Kühne).
À la fin des années 1980, un projet de barrage sur le Gardon, au lieu-dit la Borie, à la limite de Saint-Étienne et de Saint-Jean-du-Gard (le barrage dans le Gard, le lac en Lozère), faillit bouleverser la Vallée Française. La forte opposition locale et les contradictions inhérentes au projet (irriguer la plaine du Gard, lutter contre les crues et favoriser le tourisme) mirent ce projet en échec. En 2002 il était définitivement abandonné. À sa place a vu le jour un écosite. Le lieu connaissant diverses évolutions, il se transforme autour des années 2020 : les terres agricoles sont délaissées, les nouveaux habitants et habitantes sont davantage mobilisés par les thématiques de luttes sociales, de droit au logement, de luttes féministes, queer et transgenre. Finalement, après de nombreux recours devant la justice, le lieu de vie est expulsé par les gendarmes du Gard au matin du 2 juin 2021.
En juillet 2007, la destruction par leur propriétaire, pour cause de squat, des ruines du mas de la Picharlerie causa un certain émoi dans la région.

## Toponymie

### Moissac
Le suffixe « ac » — akon en gaulois, -acum en latin — marquait l’appartenance d’un domaine à une personne déterminée. Moissac devrait son nom au domaine de Mustius ou Muscius, un colon romain installé sur les rives du Gardon.

### La Vallée Française
Les deux principales hypothèses sur l'origine du nom de la vallée sont soit que le village et la vallée se seraient trouvés dans une enclave franque entourée par des terres wisigothes, soit qu'elle aurait été appelée ainsi à l'issue de la légendaire bataille de la Boissonnade. Vallis Franscisca et Val franciscus signifient vraisemblablement vallée franque ou francesque.
L'hypothèse qu'il s'agissait d'une vallée « franche », c'est-à-dire exemptée d'impôts, est peu probable.
Pendant la durée de la Révolution française, la commune, alors nommée Notre-Dame-de-Valfrancesque, porte le nom de Moissac.

Avec l'Empire, l'on revint au nom précédent, mais « Valfrancesque » fut transformé en « Vallée Française », la commune devenant ainsi Notre-Dame-de-Vallée-Française.
La commune s'appelle officiellement Moissac-Vallée-Française depuis le 30 juillet 1961 afin d'éviter la confusion avec la ville de Moissac située dans la même région Occitanie, en Tarn-et-Garonne.

### Lieux-dits
La légende attribue le nom de Fès Roland au lieu supposé de la bataille de la Boissonnade puisque Roland (celui de la chanson du Moyen Âge) y aurait participé. De même Bégon aurait été son lieutenant d'où le nom de Fès Bégon à un autre endroit du combat.

## Population et société

### Démographie

#### Évolution démographique
Fortement touchée par l'exode rural, Moissac-Vallée-Française a vu sa population chuter constamment pendant 150 ans pour atteindre un minimum de 142 habitants en 1982 soit un peu plus du quart de ce qu'elle était dans la première moitié du XIXe siècle. Depuis vingt ans la population augmente légèrement mais régulièrement.
L'évolution du nombre d'habitants est connue à travers les recensements de la population effectués dans la commune depuis 1793. Pour les communes de moins de 10 000 habitants, une enquête de recensement portant sur toute la population est réalisée tous les cinq ans, les populations de référence des années intermédiaires étant quant à elles estimées par interpolation ou extrapolation. Pour la commune, le premier recensement exhaustif entrant dans le cadre du nouveau dispositif a été réalisé en 2007.

En 2022, la commune comptait 217 habitants, en évolution de −1,81 % par rapport à 2016 (Lozère : +0,11 %, France hors Mayotte : +2,11 %).
| 1793 | 1800 | 1806 | 1821 | 1831 | 1836 | 1841 | 1846 | 1851 |
| ---- | ---- | ---- | ---- | ---- | ---- | ---- | ---- | ---- |
| 551  | 575  | 716  | 718  | 771  | 696  | 720  | 750  | 800  |

| 1856 | 1861 | 1866 | 1872 | 1876 | 1881 | 1886 | 1891 | 1896 |
| ---- | ---- | ---- | ---- | ---- | ---- | ---- | ---- | ---- |
| 780  | 712  | 638  | 624  | 660  | 620  | 544  | 529  | 504  |

| 1901 | 1906 | 1911 | 1921 | 1926 | 1931 | 1936 | 1946 | 1954 |
| ---- | ---- | ---- | ---- | ---- | ---- | ---- | ---- | ---- |
| 510  | 468  | 426  | 375  | 362  | 320  | 281  | 217  | 180  |

| 1962 | 1968 | 1975 | 1982 | 1990 | 1999 | 2006 | 2007 | 2012 |
| ---- | ---- | ---- | ---- | ---- | ---- | ---- | ---- | ---- |
| 198  | 164  | 163  | 149  | 178  | 228  | 236  | 237  | 223  |

| 2017 | 2022 | - | - | - | - | - | - | - |
| ---- | ---- | - | - | - | - | - | - | - |
| 218  | 217  | - | - | - | - | - | - | - |

#### Pyramide des âges
La population de la commune est relativement âgée.
En 2018, le taux de personnes d'un âge inférieur à 30 ans s'élève à 21,1 %, soit en dessous de la moyenne départementale (29,7 %). À l'inverse, le taux de personnes d'âge supérieur à 60 ans est de 40,4 % la même année, alors qu'il est de 32,5 % au niveau départemental.
En 2018, la commune comptait 105 hommes pour 112 femmes, soit un taux de 51,61 % de femmes, légèrement supérieur au taux départemental (50,04 %).
Les pyramides des âges de la commune et du département s'établissent comme suit.
| Hommes | Classe d’âge | Femmes |
| ------ | ------------ | ------ |
| 0,0    | 90 ou +      | 0,0    |
| 6,7    | 75-89 ans    | 11,5   |
| 32,4   | 60-74 ans    | 30,1   |
| 24,8   | 45-59 ans    | 26,5   |
| 15,2   | 30-44 ans    | 10,6   |
| 8,6    | 15-29 ans    | 7,1    |
| 12,4   | 0-14 ans     | 14,2   |

| Hommes | Classe d’âge | Femmes |
| ------ | ------------ | ------ |
| 1      | 90 ou +      | 2,8    |
| 9,1    | 75-89 ans    | 11,8   |
| 21,6   | 60-74 ans    | 21,1   |
| 21,5   | 45-59 ans    | 20,2   |
| 16,3   | 30-44 ans    | 15,9   |
| 15,5   | 15-29 ans    | 13,6   |
| 15     | 0-14 ans     | 14,6   |

La population de Moissac est assez âgée : près d'un tiers a plus de soixante ans, les deux tiers ont plus de quarante ans et moins d'un cinquième a moins de vingt ans. La faiblesse de la tranche d'âge 20-39 ans s'explique par l'impossibilité de faire des études supérieures à proximité et surtout par la difficulté d'y trouver un emploi étant donné la faiblesse du tissu économique local.

### Logement
En 2007, les 262 logements de la commune étaient à 55 % des résidences secondaires. Les 110 résidences principales (+ 24 depuis 1999) étaient essentiellement composées de maisons (74,5 %) ; les appartements n'en représentaient que 25,5 % (4,7 % en 1999). Il y avait 8 logements vacants contre 2 en 1999. La majorité des habitants (62,7 %) étaient propriétaires de leur logement, tandis que 29,1 % étaient locataires et 8,2 % logés à titre gratuit. Entre 1999 et 2007, 20 logements ont été construits ou rendus à nouveau habitables (+ 8,2 %). Si en 1999 les deux tiers des résidences principales dataient d'avant 1949, en 2007 celles-ci n'en représentaient plus que la moitié et les logements récents (moins de 8 ans) 13,6 %. Actuellement, il n'existe pas de logements sociaux sur la commune.

## Économie

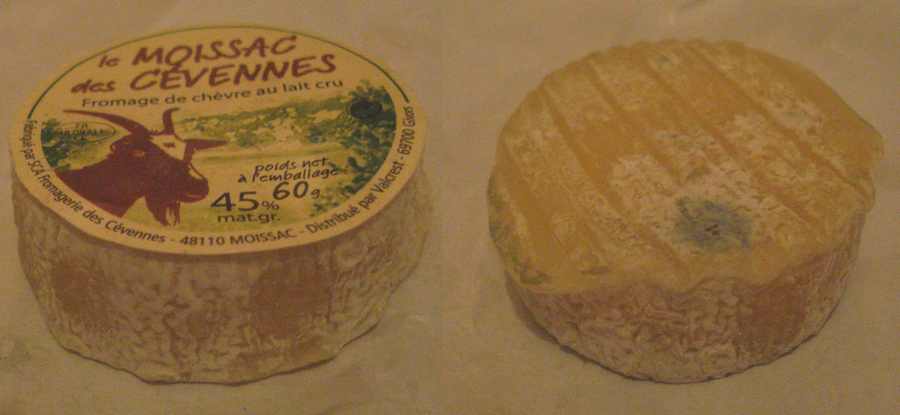
Pélardons de Moissac-Vallée-Française.

Moissac conserve une activité agricole même si elle n'a plus l'ampleur de ce qu'elle fut. La plupart de ses 13 agriculteurs (dont 8 à plein temps) sont des éleveurs caprins. Cependant, depuis quelques années ces derniers essaient de se diversifier : agro-tourisme (accueil à la ferme, gîtes), maraîchage, volaille, apiculture… La coopérative laitière de Moissac fabrique des pélardons à partir de lait de chèvre provenant de toute la vallée. Ils bénéficient du label AOC.
Le tourisme reste l'activité principale : la commune est propriétaire d'un village de vacances à Saint-Roman de Tousque. Il existe un camping à la Pélucarié et un hôtel-restaurant. Comme pour beaucoup de villages des Cévennes, la population est multipliée par quatre durant la période estivale.
En 2007, on n'y dénombrait aucun commerce, 9 entreprises de services, 3 dans la construction et 2 de nature plus industrielle. Sur les 32 salariés employés sur la commune, 11 relèvent du secteur public, 5 de l'économie résidentielle et 16 de la sphère productive (essentiellement la coopérative laitière).
Aussi, l'activité économique reste faible : en 2007, la commune comptait 30,8 % de retraités et 11,2 % de chômeurs. En 2006, la moitié des ménages déclaraient un revenu imposable supérieur à 12 611 €, ce qui est moins que la moyenne nationale et départementale.

## Politique et administration
| Période | Période  | Identité       | Étiquette | Qualité                               |
| ------- | -------- | -------------- | --------- | ------------------------------------- |
| 2020    | En cours | Patrick Vogt   |           | Ancien cadre                          |
| 2008    | 2020     | Pierre Fesquet | DVG       | Suppléant du conseiller départemental |
| 2001    | 2008     | Jack Plantier  | DVD       |                                       |

### Canton
La commune de Moissac-Vallée-Française est l'une des 11 communes du canton de Saint-Germain-de-Calberte.
Le conseiller général du canton, élu en 2004, est Robert Aigoin (PCF) également maire de Saint-Julien-des-Points.

### Intercommunalité
Commune fondatrice le 1er janvier 2002 de la communauté de communes de la Cévenne des Hauts Gardons, Moissac en sortait peu après sa création, le 12 avril 2002. Puis, elle réadhérait le 19 septembre 2005 à cette structure intercommunale qui regroupe huit des dix communes du SIVOM des Hauts-Gardons auquel elle adhérait déjà. De ce fait, elle intégrait le pays Gorges Causses Cévennes qui rassemble des intercommunalités du Sud de la Lozère.

### Tendances politiques
Terre de culture protestante, les Cévennes ont été favorables à la Révolution qui accordait la liberté de culte, l'égalité civile, et hostile à la monarchie, assimilée à l'oppression royale et catholique des XVIIe et XVIIIe siècles. C'est une région de tradition républicaine qui s'est opposée au coup d'État de Louis-Napoléon Bonaparte, et a accueilli proscrits et maquis de résistants pendant la Seconde Guerre mondiale.
C'est donc une terre fortement ancrée à gauche, tendance confortée par les liens familiaux avec la population  ouvrière partie travailler dans les mines et les industries d'Alès et par l'arrivée depuis les années 1970 de néo-ruraux « soixante-huitards ». Elle s'oppose en cela à la Lozère du nord, catholique et  traditionnellement plus conservatrice. Le combat contre le barrage de la Borie a également un temps favorisé un vote écologiste.
Pourtant, l'analyse du résultat de l'élection présidentielle de 2007 laisse apparaître un équilibre presque parfait entre la gauche et la droite : totalisant 50,07 % des suffrages, la candidate du PS Ségolène Royal  est presque à égalité avec Nicolas Sarkozy 49,07 %). Elle obtient ainsi des résultats supérieurs à la moyenne départementale (44,25 %), régionale (45,90 %), ou nationale (46,94 %).
Lors du premier tour des élections le 22 avril 2007, la candidate du PS Ségolène Royal a obtenu 29,27 % des suffrages  juste derrière son adversaire de l'UMP Nicolas Sarkozy (29,88 % et devant celui du MoDem François Bayrou (13,86 %). Elle dépasse Nicolas Sarkozy au second tour, obtenant 50,93 % des suffrages exprimés, soit un total de 82 voix sur 167 votants. Parallèlement, Nicolas Sarkozy totalisait 79 bulletins en sa faveur, tandis que 11 bulletins étaient décomptés comme blanc ou nuls.
Résultats du second tour des élections présidentielles de 2007 et 2002 :
- élection présidentielle de 2007 : 50,93 % pour Ségolène Royal (PS), 49,07 % pour Nicolas Sarkozy (UMP). Participation : 88,1 %[51].
- élection présidentielle de 2002 : 85,92 % pour Jacques Chirac (RPR), 14,08 % pour Jean-Marie Le Pen (FN). Participation : 86,52 %[52].

Résultats des élections législatives de 2007 et 2002 :
- élections législatives de 2007 :  51,70 % pour Francis Saint-Léger (UMP), 48,30 % pour Jean-Claude Chazal (PS). Participation : 78,57 %[53]
- élections législatives de 2002 : 51,05 % pour Francis Saint-Léger (UMP), 48,95 % pour Jean-Claude Chazal (PS). Participation : 81,11 %[54]

Résultats des élections régionales de 2004
- élections régionales de 2004 : 48,84 % pour Jacques Blanc UMP, 44,96 % pour Georges Frêche (PS), 6,20 % pour Alain Jamet FN. Participation : 74,44 %[55]

### Fiscalité
| Taxe                                                | Taux appliqué (part communale) | Recettes dégagées en 2008 et en € |
| --------------------------------------------------- | ------------------------------ | --------------------------------- |
| Taxe d'habitation (TH)                              | 5,22 %                         | 21 000                            |
| Taxe foncière sur les propriétés bâties (TFPB)      | 10,20 %                        | 14 000                            |
| Taxe foncière sur les propriétés non bâties (TFPNB) | 171,67 %                       | 17 000                            |
| Taxe professionnelle (TP)                           | 16,95 %                        | 1 000                             |

Le taux de la taxe d'habitation n'a pas varié entre 2003 et 2006. Si le taux de la taxe foncière sur les propriétés non bâties peut sembler important, il est à mettre en relation avec la très faible valeur locative des terrains non bâtis en Lozère qui en constitue l'assiette.

### Budget de la commune
En 2008, le budget de la commune s'élevait à 308 000 € et son endettement à 77 000 €. 

Les variations du montant du budget communal proviennent essentiellement de celles des investissements car la partie fonctionnement du budget est relativement stable. Si les recettes de fonctionnement par habitant sont légèrement supérieures à la moyenne des communes de sa catégorie (communes de moins de 250 habitants), les charges de fonctionnement le sont aussi de même que la capacité d'autofinancement. Ceci explique un endettement de 335 €/habitant en 2008 inférieur à la moyenne des communes similaires (442 €/hab) malgré un montant d'investissement en équipement (414 €/hab) souvent semblable à celui des communes de cette strate.
| Évolution de l'endettement (en milliers d’€) : | Évolution des dépenses d’investissement (en milliers d’€) : |

## Vie locale

### Écologie et recyclage
Commune du parc national des Cévennes (seul parc national français habité par l'homme de façon permanente) la quasi-totalité de son territoire est aussi classé en zone Natura 2000 comme site d'importance communautaire (SIC). Cette double protection vise tant à protéger ses habitats naturels (faune, flore et rivière) que son habitat traditionnel et sa culture (architecture, coutumes…).
Dans le cadre du SIVOM des Hauts-Gardons, des points d'apport volontaire des déchets pour le tri sélectif sont disposés à différents endroits de la commune. De même, il y a une déchèterie intercommunale à Sainte-Croix-Vallée-Française. Du fait de la présence depuis trente ans de néo-ruraux très sensibles à cette thématique, les collectivités territoriales locales se sont depuis longtemps penchées sur ces problèmes.

### Enseignement
Moissac-Vallée-Française dépend de l'académie de Montpellier.
L'école primaire  se trouve dans le village de Saint-Roman de Tousque. À la rentrée 2008, elle  comporte deux classes : une classe maternelle et une classe élémentaire. Un bus de ramassage scolaire est nécessaire pour  y mener les élèves du fait d'un habitat en hameau.
Les jeunes du village vont au collège de Saint-Étienne-Vallée-Française grâce à une navette de bus. À la rentrée 2008, celui-ci accueillait 65 élèves.
Pour poursuivre leurs études en lycée, les jeunes Moissacois se rendent principalement sur Mende ou sur Alès.

### Santé
Des médecins généralistes et des infirmières résident sur les communes voisines de Saint-Étienne et Sainte-Croix. Les autres services médicaux courants (pharmacie, dentiste, kinésithérapeute, etc.) sont localisés à Saint-Jean-du-Gard. Les centres hospitaliers les plus proches sont ceux d'Alès et de Mende.
La création d'une antenne de la maison de retraite de Saint-Jean-du-Gard est à l'étude sur Saint-Étienne.

### Cultes
Moissac-Vallée-Française est située dans le diocèse catholique de Mende, lui-même rattaché à la province ecclésiastique de Montpellier depuis 2002. Il n'y a pas de lieu de culte catholique. Les paroisses voisines de Saint-Étienne-Vallée-Française et Sainte-Croix-Vallée-Française sont rattachées à la communauté de paroisses de Florac qui regroupe huit paroisses du Sud de la Lozère ainsi qu'au secteur pastoral de Florac.
Pour l'Église réformée, les temples de Moissac-Vallée-Française  et de Saint-Roman-de-Tousque sont deux des lieux de culte de la paroisse Vallée Française qui recouvre huit localités de la vallée et appartient au consistoire Montagne des Cévennes rassemblant quatre paroisses cévenoles.

## Culture locale et patrimoine

### Lieux et monuments
Notre-Dame-de-Valfrancesque

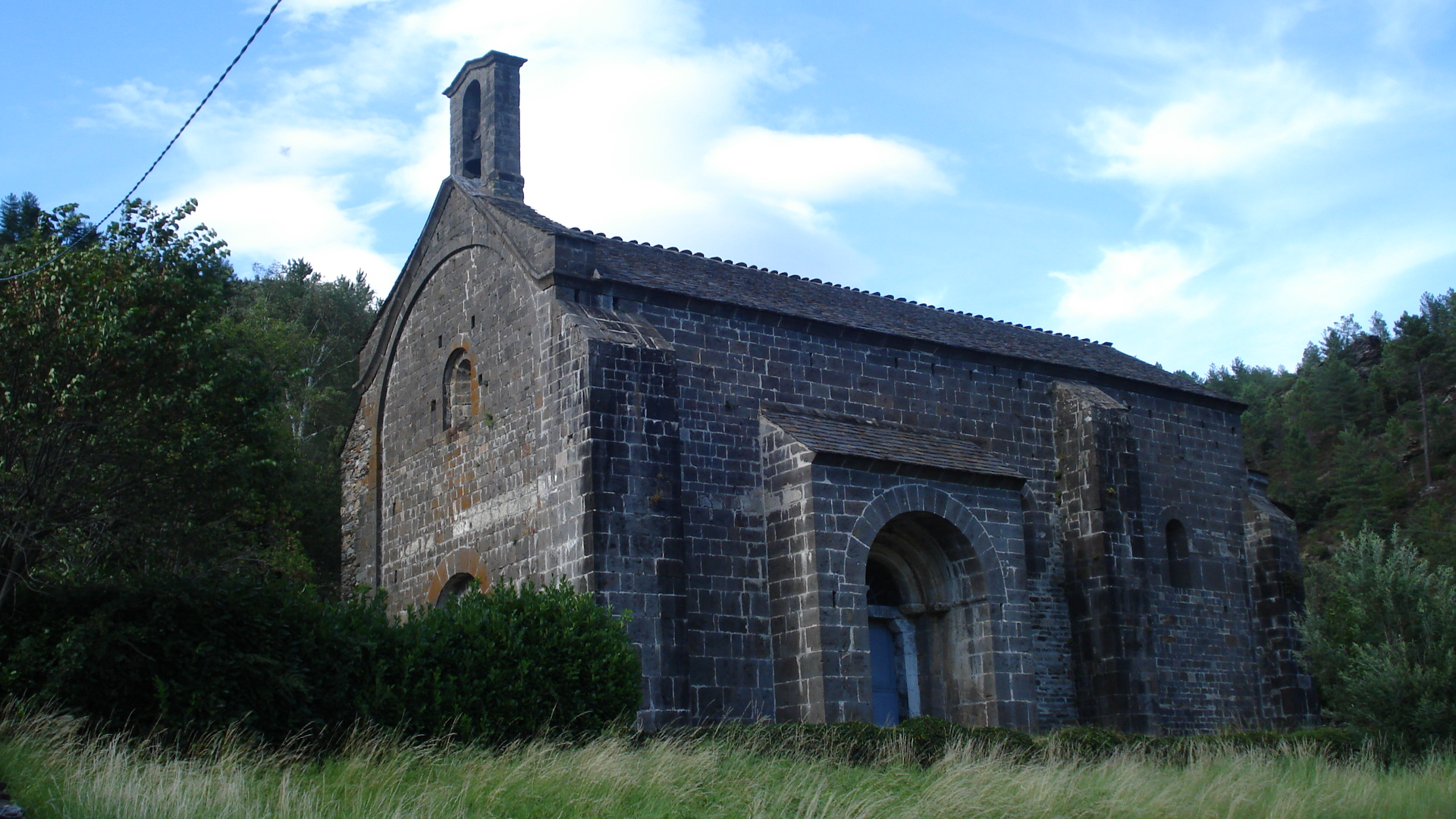
Notre-Dame-de-Valfrancesque, devenu le temple de la Boissonnade.

L'église Notre-Dame-de-Valfrancesque est la plus ancienne du diocèse encore debout. Elle est mentionnée dès 935, lorsque le pape Jean VI la donne à l'évêque de Nîmes. Cependant, elle n'est consacrée qu'en 1063. La tradition quant à elle fait remonter sa construction à la bataille qui se serait déroulée à la Boissonnade entre les Francs et les Sarrazins, au VIIIe siècle.
Elle a été construite en fraidonite, une sorte de granit. De style roman, elle mesure 23 × 6 m. En 1702 elle a été brûlée par les Camisards, et a été dévastée en 1793. À chaque fois elle a été restaurée. Vendue comme bien national à la Révolution, c'est un temple protestant depuis 1823.
- Temple protestant de la Boissonnade.

L'église de Notre-Dame-de-Val-Francesque a été classée monument historique par arrêté du 9 décembre 1929.
Saint-Roman de Tousque
Le hameau de Saint-Roman de Tousque est un écart de la commune de Moissac-Vallée-Française. Il possède son temple protestant.
- Temple protestant de Saint-Roman de Tousque.

Le château

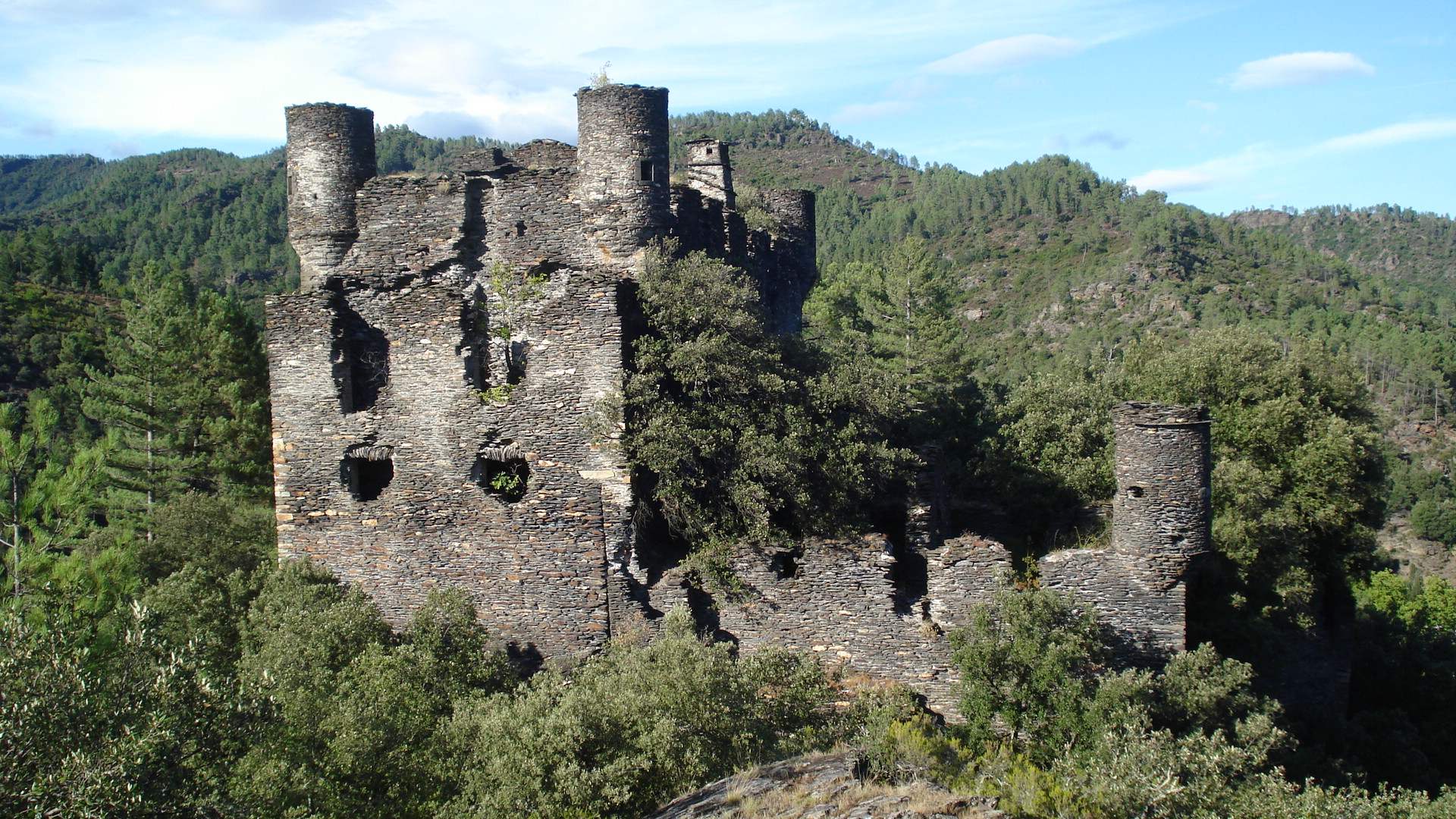
Le château de Moissac-Vallée-Française vu du sud.

Le château de Moissac-Vallée-Française a été construit au XIe siècle. Il fut brûlé une première fois pendant la révolte des Camisards puis une seconde fois à la Révolution.

### Héraldique
| Blason | Blasonnement : Parti en 1 d’azur à deux chevrons d’argent accompagnés en cœur d’une église du même, en 2 de gueules à une chèvre rampante d’or. |